# Burundi en los Juegos Olímpicos de Londres 2012
Burundi estuvo representado en los Juegos Olímpicos de Londres 2012 por seis deportistas, dos hombres y cuatro mujeres, que compitieron en tres deportes.
La portadora de la bandera en la ceremonia de apertura fue la atleta Diane Nukuri. El equipo olímpico burundés no obtuvo ninguna medalla en estos Juegos.